# Idalys Ortiz
Idalys Ortiz (n. 27 septembrie 1989, Pinar del Río, Cuba) este o sportivă ce a reprezentat Cuba, medaliată olimpică. A participat la 4 ediții ale Jocurilor Olimpice (2008, 2012, 2016, 2020) în care a câștigat o medalie de aur.